# Maurice de Saxe-Lauenbourg
Maurice (1551 – 2 novembre 1612, Buxtehude) est duc de Saxe-Lauenbourg de 1581 à sa mort, conjointement avec son frère François II.

## Biographie
Il est le quatrième fils du duc François Ier et de Sibylle de Saxe. François Ier abdique en 1571 en faveur de son fils aîné Magnus II, mais il reprend le pouvoir en 1573 avec l'aide de son fils François, dont il fait son héritier. Cette violation de la règle de primogéniture engendre un conflit avec les États généraux du duché, qui refusent de reconnaître François II à la mort de son père, en 1581. François II rallie le soutien de son frère cadet Maurice en partageant le pouvoir avec lui. Ils sont finalement reconnus en 1586.
En 1581, Maurice épouse Katharina von Spörck, mais ils divorcent dès l'année suivante sans avoir eu d'enfants.